# Andrej Alšan
Andrej Igorevič Alšan (* 18. března 1956 Baku, Sovětský svaz) je bývalý sovětský a ruský sportovní šermíř, který se specializoval na šerm šavlí. Sovětský svaz reprezentoval v osmdesátých letech do jeho rozpadu v roce 1991. Zastupoval moskevskou šermířskou školu, která spadala pod Ruskou SFSR. Na olympijských hrách startoval v roce 1988 v soutěži jednotlivců a družstev, se kterým vybojoval stříbrnou olympijskou. V roce 1984 ho připravil o start olympijských hrách bojkot. V roce 1982 obsadil druhé místo na mistrovství světa v soutěži jednotlivců. Se sovětským družstvem šavlistů vybojoval šest titulů mistra světa (1983, 1985, 1986, 1987, 1989, 1990).